# 23 décembre 1902
Le 23 décembre 1902 est le 357e jour de l'année 1902 du calendrier grégorien. Il s'agit d'un mardi.

## Événements

### Politique
- Le conservateur Vicente Cabeza de Vaca y Fernández de Córdoba (es) devient alcade de Madrid.
- Victoire du chef insurgé Rogui Bou Hmara sur les troupes du sultan du Maroc, Moulay Abdel Aziz.

### Arts
- Première représentation de la pièce de Paul Hervieu Théroigne de Méricourt au théâtre Sarah-Bernhardt de Paris.

## Naissances
- Stephen Hope Carlill (en), vice-amiral britannique
- François Chasseigne, homme politique français
- Jan Lustig, scénariste tchécoslovaque
- Norman Maclean, écrivain américain
- Charan Singh, homme politique indien
- Shigeru Tonomura, écrivain japonais
- Max Van Dyck, peintre belge

## Décès
- Lucius Gwynn, rugbyman irlandais (29 ans)
- Frederick Temple, ecclésiastique anglican britannique (81 ans)